# کارلوفورته
کارلوفورته (به ایتالیایی: Carloforte) یک کومونه در ایتالیا است که در استان کاربونیا-ایگلسیاس واقع شده‌است.

## خصوصیات
کارلوفورته ۵۰٫۲۴ کیلومترمربع مساحت و ۶٬۲۰۷ نفر جمعیت دارد و ۱۰ متر بالاتر از سطح دریا واقع شده‌است.

## خواهرخوانده
شهرهای Tabarca، کامولی، Montecchio Maggiore، Pegli و آلیکانته خواهرخوانده‌های کارلوفورته هستند.